# JLT-Condor

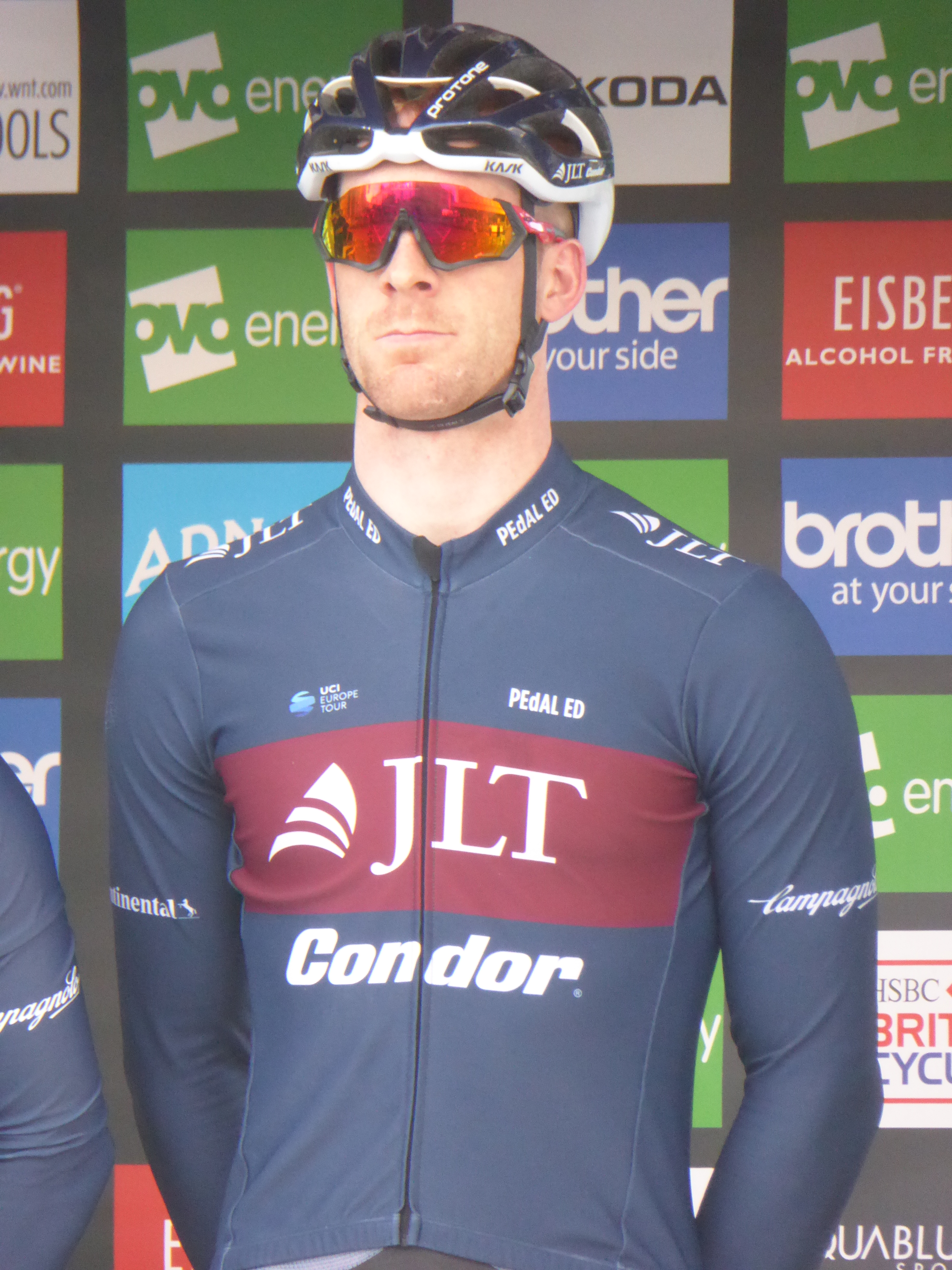
Equipa ciclista JLT Condor

A equipa ciclista JLT Condor é uma equipa Ciclista britânica, activa entre 2004 e 2018 e que tem o estatuto de Equipa Continental a partir de 2005.

## História da equipa
A equipa desaparece à saída da época de 2018.

## Principais vitórias
- FBD Insurance Rás : Chris Newton (2005), Kristian House (2006) e Simon Richardson (2009)
- Tour de Tasmanie : Kristian House (2006)
- Volta à África do Sul : Kristian House (2011)
- Rutland-Melton International Cicle Classic : Zakkari Dempster (2011), Thomas Moses (2014) e Conor Dunne (2016)
- Volta da Coreia : Michael Cuming (2013) e Hugh Carthy (2014)
- Tour de Loir-et-Cher : Graham Briggs (2014)
- Beaumont Trophy : Kristian House (2014)
- An Post Rás : James Gullen (2017)
- Velothon Wales : Ian Bibby (2017)
- Tour de Normandie : Thomas Stewart (2018)
- Grande Prémio das Marbriers : Jon Mould (2018)

## Classificações UCI
A equipa participou nas provas das circuitos continentais e em particular do UCI Europe Tour. O quadro aqui abaixo apresenta as classificações da equipa sobre os circuitos, bem como o seu melhor corredor à classificação individual.